# Julita Przybylska-Nowak
Julita Kamila Przybylska-Nowak (ur. 16 lipca 1974) – polska pianistka, doktor habilitowany sztuk muzycznych, prorektorka Akademii Muzycznej im. Karola Lipińskiego we Wrocławiu.

## Życiorys
Julita Przybylska-Nowak ukończyła Liceum Muzyczne im. Karola Szymanowskiego we Wrocławiu pod kierunkiem Janiny Butor. W 1999 uzyskała tytuł magistra sztuki w zakresie instrumentalistyki na Akademii Muzycznej im. Karola Szymanowskiego w Katowicach w klasie fortepianu Czesława Stańczyka. W 2012 doktoryzowała na Akademii Muzycznej im. Karola Lipińskiego we Wrocławiu, a w 2016 tamże habilitowała się na podstawie pracy zatytułowanej CD Joseph Szulc. Works for Violin and Piano.
Od 2007 związana zawodowo z Katedrą Kameralistyki Wydziału Instrumentalnego Akademii Muzycznej im. Karola Lipińskiego we Wrocławiu. Prorektorka do spraw artystycznych i naukowych AKML w kadencji 2024–2028.
Regularnie występuje jako solistka i kameralistka.